# حمض دهني
الأحماض الدهنية عبارة عن أحماض كربوكسيلية أليفاتية ذات مجموعة كربوكسيل واحدة من طرف، والتي تكون متصلة غالباً بسلسلة كربونية غير متفرعة تنتهي بمجموعة ميثيل من الطرف الآخر. يمكن للسلسلة الكربونية أن تكون مشبعة أو غير مشبعة. إن أغلب الأحماض الدهنية المتوفرة طبيعياً تكون حاوية على سلسلة كربونية ذات عدد زوجي من ذرات الكربون يتراوح بين 4 إلى 28.
تأتي تسمية الأحماض بالدهنية من حقيقة أن الدهون والزيوت الطبيعية هي في تركيبها الكيميائي عبارة عن إسترات ناتجة من ارتباط الأحماض الدهنية طويلة السلسلة مع الغليسيرول. عادة ما تكون الأحماض الدهنية مرتبطة على شكل ثلاثي غليسريدات أو دهون فوسفورية، أما عندما تكون غير مرتبطة فتسمى أحماض دهنية حرة.
تعد الأحماض الدهنية مصدراً جيداً للطاقة، إذ أن استقلابها يعطي كميات جيدة من ثلاثي فوسفات الأدينوسين (ATP).

## البنية والتصنيف

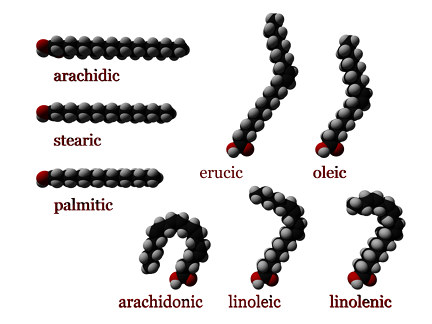
تمثيل ثلاثي الأبعاد لبعض الأحماض الدهنية

### أحماض دهنية مستقيمية

#### أحماض دهنية مشبعة
الأحماض الدهنية المشبعة هي أحماض دهنية تكون فيها جميع ذرات الكربون مشبعة بالهايدروجين وتكون
صيغتها العامة هي CH3(CH2)nCOOH عندما تكون n محصورة بين 2 و 10 فيكون الحمض الدهني من الأحماض الدهنية ذات السلسلة القصيرة وعندما تكون n أكبر من 11 فيكون الحمض الدهني من الأحماض الدهنية ذات السلسلة الطويلة، ومن أهم الأحماض الدهنية المشبعة:
- حمض الزبدة أو حمض البوتيريك:

و هو حمض يحتوي على أربع ذرات كربون ويوجد أساسا في الزبدة وصيغته هي CH3-CH2-CH2-COOH
- حمض زيت النخيل أو حمض البالميتيك:

و هو حمض يحتوي على 16 ذرة من الكربون ويوجد في دهون الخضروات والحيوانات وصيغته هي CH3-(CH2)14-COOH
- حمض الشمع أو حمض الستياريك:

و هو حمض يحتوي على 18 ذرة من الكربون ويوجد في الدهون الحيوانية والنباتية وصيغته هي
CH3-(CH2)16-COOH

#### أحماض دهنية غير مشبعة
الأحماض الدهنية غير المشبعة هي أحماض دهنية تحتوي على رابطة ثنائية أو ثلاثية على الأقل بين ذرتي كربون.
الحمض الدهني غير المشبع يشبه في تركيبته الكيميائية الحمض الدهني المشبع باستثناء أن ذرة كربونية واحدة على الأقل في منتصف السلسلة الكربونية ترتبط بذرة هيدروجين واحدة عوضاً عن ذرتين (غير مشبعة بالهيدروجين).
وتمتاز الدهون غير المشبعة بعدم تجمدها في درجة الحرارة العادية بعكس الدهون المشبعة.
وتستطيع ان تقارن ذلك بنفسك عندما تجد ان الزيوت الطبيعية مثل زيت الزيتون وزيت الذرة وغيرها تكون سائلة على عكس الزبدة أو الشحوم الحيوانية الغنية بالدهون المشبعة.

## أهمية الأحماض الدهنية غير المشبعة للإنسان
يحتاج جسم الإنسان جميع أنواع الدهون سواء المشبعة أو غير المشبعة لكن جسم الإنسان لا يستطيع إنتاج الأحماض الدهنية غير المشبعة ذاتياً على عكس الدهون المشبعة والتي يستطيع جسم الإنسان تحول فائض السعرات الحرارية إليها ويخزنها على هيئة شحوم.
لذا يجب أن يراعى في النظام الغذائي تناول كميات من الزيوت النباتية والتي في مجملها دهون غير مشبعة.

## أنواع الأحماض الدهنية غير المشبعة
احماض دهنية احادية غير مشبعة Mono-unsaturated-acid
وأشهر أنواعها هو حمض الزيتيك ويكون حوالي 80 في المائة من زيت الزيتون.
وفي المثال أعلاه حمض الزيتون تلاحظ أن أول ذرة كربون مزدوجة الرابطة ترتيبها التاسع من حيث بعدها عن الجزء الحمضي من السلسلة ولذلك تسمى أيضاً أوميغا 9 Omega.
وتختلف أنواع الدهون الأحادية فقط بعدد ذرات الكربون في السلسلة لكنك ستجد دائماً رابطة ثنائية واحدة في المنتصف على عكس الدهون المتعددة غير المشبعة.

### أحماض دهنية وحيدة عدم الإشباع
و هي أحماض دهنية تحتوي على رابطة ثنائية وحيدة توجد غالبا بين الكربون C9 و C10 صيغتها العامة هي CnH2n-1COOH. ونعطي كمثال:
- حمض البالميتولييك (حمض زيت النخيل غير مشبع)و صيغته هي CH3-(CH2)5-CH=CH-(CH2)7-COOH
- حمض زيت الزيتون أو حمض الأولييك وصيغته هي CH3-(CH2)7-CH=CH-(CH2)7-COOH

### أحماض دهنية عديدة عدم الإشباع
و هي أحماض دهنية تحتوي على رابطتين ثنائيتين على الأقل حيث تكون الأولى غالبا بين الكربون C9 و C10 صيغتها العامة هي CnH2n-(2k+1)COOH (حيث تكون k>1).كل الأحماض الدهنية الأساسية تنتمي لهاته الفئة ومن أهم الأحماض الدهنية عديدة عدم الإشباع نجد:
- حمض زيت دوار الشمس أو حمض اللينولييك (CH3-(CH2)4-CH=CH-CH2-CH=CH-(CH2)7-COOH)
- حمض زيت الكتان أو حمض اللينولينيك (CH3-CH2-CH=CH-CH2-CH=CH-CH2-CH=CH-(CH2)7-COOH)
- حمض الأراكيدونيك (CH3–(CH2)4–CH=CH–CH2–CH=CH–CH2–CH=CH–CH2–CH=CH–(CH2)3–COOH).

و هذه الأحماض الدهنية الثلاث (حمض زيت الكتان يتدخل بطريقة غير مباشرة) تدخل في الصناعة الحيوية للبروستاغلادين. وافتقاد الجسم لهذه الأحماض يؤدي إلى اضطرابات جلدية واضطراب النمو.

### أحماض دهنية أسيتيلينية
هي أحماض دهنية جد نادرة حيث بالإضافة إلى الروابط الثنائية فالسلسلة تحتوي على رابطة ثلاثية أو أكثر.

### أحماض دهنية متفرعة
التفرع يكون عادة الميثيل CH3 مثلا حمض 3-مثيل بوتانويك الموجود بوفرة في زبدة حليب البقر. الجراثيم موجبة الغرام غنية بالأحماض الدهنية الميثيلية عكس الجراثيم سالبة الغرام.

### أحماض دهنية حلقية
مثال حمض اللاكتوباسيليك حيث نجد الحلقة بين الكربون C11 و C12.

### أحماض دهنية هيدروكسيلية
و هي أحماض دهنية تحتوي على مجموعة هيدروكسيل (OH) وتتواجد بكثرة في الجهاز العصبي.
مثال: حمض العصبي أو حمض السيريبرونيك وله 24 ذرة كربون ومجموعة الهيدروكسيل محمولة بالكربون C2.

## أحماض دهنية ميكولية
و هي أحماض دهنية تحمل مجموعة ميثيل وهيدروكسيل بنفس الوقت.
مثال: حمض 2-مثيل 3-هيدروكسي ديكانويك. وهذا النوع من الأحماض الدهنية يوجد لدى عصيات الصياح الديكي.

## التسمية والترميز
يحمل كل حمض دهني اسم متداول، اسم نظامي ورمز خاص به.
يشتق الاسم المتداول عادة من اسم المكان الذي يتوفر على نسبة عالية من هذا الحمض وهي تسمية لا تخضع لأي شروط أو قوانين.
أما بالنسبة للتسمية النظامية للحمض الدهني فهي تعتمد على عدد ذرات الكربون في الهيدروكربون المقابل للحامض (نفس عدد ذرات الكربون) وذلك باستبدال حرف e الأخير في اسم الهيدروكربون بالحرف - OIC- وهكذا فإن الأحماض الدهنية المشبعة تنتهي بـanoic) -)
فمثلا حمض أوكتانويك (octanoic) (يحتوي على 8 ذرات كربون) والهيدروكربون المقابل هو الأوكتان (octane)-----<أوكتانويك (octanoic) (الحمض المقابل).
أما الأحماض الدهنية غير المشبعة ذات الروابط الزوجية فإنها تنتهي بـ (إنويك) (enoic)
مثل (حمض الأوكتاديكينويك) (octadecenoic acid) والذي يحتوي على (18) ذرة كربون ورابطة زوجية واحدة
ومعظم الأحماض الدهنية المشهورة تعرف باسمها المتداول وهو الأوسع انتشارا فمثلا:
الحمض الدهني غير المشبع (octadecenoic) يعرف باسم حمض الأولييك (oleic acid).
- أما ترقيم الأحماض الدهنية فيبدأ عادة من ناحية المجموعة الكربوكسيلية (COOH...)

حيث تعتبر هذه المجموعة هي ذرة الكربون رقم 1 وذرة الكربون الملاصقة لمجموعة الكربوكسيل تكون رقم 2
وتعرف أيضا بذرة الكربون رقم ألفا (α) أما ذرة الكربون رقم 3 فتسمى بيتا (β)أما ذرة الكربون الطرفية (مجموعة الميثيل CH3)ــ) تعرف بالأوميجا (ω).
أما بالنسبة للترميز الذي يكون شاملا لعدد ذرات الكربون وعدد الروابط الزوجية وموضعها فإننا نتبع الآتي:
إذا كان الترتيب من ناحية مجموعة الكربوكسيل وهو الأوسع انتشارا فإننا نكتب حرف (C)
ونكتب على يمينه عدد ذرات الكربون ثم نقطتين (:) وبعدها نضع عدد الروابط الزوجية
وإذا أردنا معرفة موضعهم فإننا نضع فاصلة بعد العدد ونكتب رقم أول ذرة كربون مكونة للرابطة الزوجية
أو يكتب هذا الرقم فوق العدد فمثلا:
حمض الأولييك يكتب هكذا: C18;1,9
أما إذا كان الترقيم من ناحية مجموعة الميثيل (...CH3) فإننا نكتب حرف ω قبل حرف C ويوضع بجوار ω موضع الروابط الزوجية إن وجدت.

## خواص الأحماض الدهنية
الأحماض الدهنية الموجودة في الطبيعة لها الخواص التالية:
1- توجد في سلاسل مستقيمة
2- تحتوي على أعداد زوجية من ذرة الكربون.
3- ذوبانيتها تعتمد على عدد ذرات الكربون للحامض الدهني.
- لو كان الحمض الدهني يحتوي على 2 إلى 6 ذرات كربون فإنه يذوب في الماء.
- إذا زادت عدد ذرات الكربون في الحامض الدهني عن 6 ذرات، فإنه لا يذوب في الماء ولكن يذوب مذيبات الدهون مثل الإيثر.
- أملاح الصوديوم أو البوتاسيوم للأحماض الدهنية (الصابون) تذوب في الماء.

4- درجة الإذابة أو الانصهار:
- الأحماض الدهنية المشبعة تكون صلبة عند درجة حرارة الغرفة.
- الأحماض الدهنية غير المشبعة تكون سائلة على درجة حرارة الغرفة (أي درجة انصهارها أصغر).

5- التقطير مع البخار:
- الأحماض الدهنية قصيرة السلسلة (من 2 - 6 ذرات كربون) يمكن أن تقطر أو تتطاير مع البخار (أي متطايرة).
- الأحماض الدهنية طويلة السلسلة لا يحدث لها تقطير مع البخار (غبر متطايرة).

6- يمكنها أن تكون استرات مع الكحول.
7- الهدرجة والهلجنة:
وهذه إحدى خصائص الأحماض الدهنية غير المشبعة، حيث يضاف الهيدروجين أو الهالوجين من خلال الرابطة الزوجية للحمض الدهني غير المشبع.
```
H2
R-CH=CH-C00H →→→→ R-CH2-CH2-COOH
↓
↓ Cl2
↓
R-CH-CH-COOH
 | |
 Cl Cl
```

8- الأكسدة:
وهذه خاصة أيضا بالأحماض الدهنية غير المشبعة.
أ‌-	وتحدث الأكسدة على الرابطة الزوجية وينتج بذلك ألدهيد وكيتون:
```
  R-CH=CH-COOH
    ↓
       ↓ O2
           ↓
       R-C-CH2-COOH or  R-CHO
                     ||
                            O
```

ب‌-	ويكمن أن تحدث الأكسدة بواسطة برمنجنات البوتاسيوم (KMnO4)
9- اختزال المجموعة الكربوكسيلية:
يمكن للكائنات الحية أن تختزل المجموعة الكربوكسيلية بالحامض الدهني الذي يتحول إلى ألدهيد أو كحول أو حتى هيدروكربون.
وتوجد الألدهيدات الدهنية في المخ والكحوليات الدهنية في الشمع، كما توجد الكاروتينويدات بالنباتات والسكوالين بالكبد وهي عبارة عن هيدروكربونات طويلة السلسلة.
```
                                           (RED) 
                                             R-COOH →→→ R-OH
```

```
                                                  (RED)
                                             R-COOH →→→ R-CHO
```

```
                                                  (RED)
                                             R-COOH →→→ R-CH3
```

10- تكون الأحماض الدهنية استرات نتيجة تفاعل المجموعة الكربوكسيلية مع الكحول وتبعا لنوع الكحول والحمض الدهني تتكون استرات عديدة مثل الدهون والزيوت والشموع وغيرها.

## أهمية الأحماض الدهنية

### تدخل في تركيبالدهون
حيث تحتوي الدهون عادة على أحماض دهنية لها أهمية كبيرة في صحة الإنسان وحياته. وتقسم حسب مصادرها للإنسان إلى نوعين:
1- الأحماض الدهنية الأساسية:
يطلق على الأحماض الدهنية الأساسية اسم «القوة الكامنة» في الدهون وهي تسمية حقيقية لأنه لهذه الدهون أهمية فائقة في حياة وصحة الإنسان.
فالأحماض الدهنية الأساسية تدعم عملية إنتاج الأحماض الدهنية السداسية التي تحمل اسم بروستاغلاندينز المناهضة للالتهابات
و تقلل من خطر التفاعلات الذاتية المنشط في الجسم (تفاعلات تهاجم فيها الخلايا المناعية الأنسجة السليمة من الجسم).
وتعين «القوى الكامنة» في الوقاية من الأمراض السرطانية وكذلك في علاجها، أمراض القلب، نقص المناعة، العدوى من التهاب المفاصل وكذلك الشفاء منه.
وهذا ليس كل شيء لأن الأحماض الدهنية الأساسية تعين الإنسان في الخروج من كآبته وحالة الإعياء التي يعاني منها
وتحسن مظهر ولون الوجه، والأهم من كل ذلك، وما يخص الكثير من الناس، أنها تبطئ عملية تقدم العمر.
ومشكلة الأحماض الدهنية الأساسية أنها لا تتوفر بكثافة في الشحوم الاعتيادية التي يتناولها الإنسان
وهو مصدر الحاجة إلى تناول هذه الأحماض بشكل مستحضرات وعقاقير.
إن نقص الأحماض الدهنية الأساسية يخلق للإنسان مشاكل صحية جمة تتعلق بطول فترة حياته سنأتي عليها لاحقا. (والأحماض الدهنية الأساسية هي مواد غذائية أساسية للإنسان كما هو الحال مع الفيتامينات والمعادن).
لقد تم اكتشاف الأحماض الدهنية الأساسية من قبل العلماء في الخمسينات إلا أن اكتشاف أهميتها بالنسبة لصحة الإنسان استغرق عقدين إلى ثلاثة.
وحينها اعترف العلماء بأن الإنسان غير قادر على الحياة دون هذه الأحماض الدهنية التي يحلو للبعض تسميتها بالفيتامينات الدهنية وإن جمهرة كبيرة من الناس تعاني من نقص هذه الأحماض إلا أن أعراض هذا النقص غير ظاهرة للعيان.
والحقيقة أن الأحماض الدهنية الأساسية تشكل أجزاء هامة من الخارطة الصحية للإنسان
ويتسبب نقصها بإصابة الإنسان بمختلف الأمراض مثل: التهاب المفاصل، تليف الشرايين، السرطان، ارتفاع سكر الدم، اضطراب نظام المناعة والعديد من الأمراض الأخرى المرتبطة بتقدم السن.

### تكوينجدران الخلايا
يحتاج الإنسان إلى الأحماض الدهنية الأساسية لصناعة جدران الخلايا والأحماض الدهنية السداسية بروستاغلاندينز وهما عاملان هامان يقرران مدى صحة الإنسان ومناعته وتتعذر بدونهما عملية تجديد الخلايا وحماية الجسم من الأمراض.
وتلعب جدران الخلايا دورا هاما في حماية محتويات الخلية ومجريات وظائفها كما تقرر متانة الأعضاء التي تكونها وتبادل المواد بين داخل وخارج الخلية.
وتتعرض جدران الخلايا باطراد إلى الهجمات الخارجية والجروح لكنها تجدد نفسها باستمرار بما يمكنها من السماح بنفاذ المواد الغذائية إلى الخلية وتسريب الفضلات إلى الخارج.
وكي تؤدي جدران الخلايا وظائفها المذكورة فإنها بحاجة دائمة إلى وقود نسميها الأحماض الدهنية الأساسية. وعلى هذا الأساس يمكننا تصور ما قد يحدث مع الخلايا حينما تضطرب مهمات الجدران بفعل نقص الأحماض الدهنية.
من ناحية أخرى فان تناول الأحماض الدهنية بشكل كاف يضمن ليس بناء الخلايا المناعية بشكل متين وإنما عملها بفعالية أكبر أيضا.

### إنتاجبروستاغلاندينز
ويكون جسم الإنسان عادة بحاجة إلى الأحماض الدهنية الأساسية بهدف إنتاج مواد كيماوية شبيهة بالهرمونات اسمها البروستاغلاندينز.
وهي مواد تشبه في تركيبتها الأحماض الدهنية إلى حد كبير عدا عن «عقدة» من ذرات الكربون تشكل عمودها ا لفقري.
ولهذه البروستاغلاندينز (و تسمى أيضا ايكوسانويد) أهمية فائقة وتأثير كبير على العديد من الوظائف الفيزيائية الهامة مثل:
نبض القلب، ضغط الدم، تخثر ا لدم، الخصوبة وغيرها.
وتعمل البروستاغلاندينز في زوجين عادة حيث يعمل الأول على تحفيز عملية ما ويتولى الثاني كبتها.
والبروستاغلاندينز مهمة في مجالي تعزيز عملية تجديد الخلايا وفي الكفاح ضد الأمراض لأنها تنظم عملية الالتهاب.
والالتهاب هو القاسم المشترك الأعظم لكافة الاضطرابات المناعية سواء كانت عدوى، حساسية أو مناعة ذاتية.
وعلى هذا الأساس فهناك يروستاغلاندين موجب يعزز الالتهابات الصحية (التئام الجروح كمثل) وبروستاغلاندين سلبي يمنع الاستجابة الالتهابية من الانفلات.
2 -الأحماض الدهنية غير الأساسية:
وهي التي يستطيع الجسم أن يصنعها (لا يحتاجها من مصدر خارجي).

## أعراض نقص الأحماض الدهنية الأساسية
- يمكن لأعراض نقص الأحماض الدهنية أن تظهر في أي مكان وبأي شكل طالما أنها تتعلق بضعف المناعة واضطراب تنظيم الالتهابات.

إذا أصابت الأعراض الجهاز الهضمي كمثل فإنها ستظهر بشكل إمساك، انتفاخ، عسر هضم، التهاب القناة الهضمية أو الحساسية تجاه الأغذية.
أما إذا تركزت على الجهاز العصبي فان الإنسان يعاني من: جمود الحس، الكآبة والنسيان.
هذا إضافة إلى بعض الأعراض الخارجية أيضا مثل جفاف البشرة، تشقق الأظافر وجدب الشعر.
وطبيعي فان مثل هذه الأعراض يمكن أن تنجم عن جملة من الأمراض الأخرى والمتاعب الصحية وهو ما يجعل تشخيص نقص الأحماض الدهنية في غاية الصعوبة.
كما أن هذه الأعراض خافتة عموما وتختلف في شدتها وظهورها بين شخص وآخر، ويفشل الأطباء غير المتخصصين بأمراض التغذية في تشخيص اسبابها.
- 3- الأحماض الدهنية الأساسية اوميغا- 3:

ربطت العديد من الدراسات الحديثة بين نقص الأحماض الدهنية الأساسية اوميغا- 3 وبين مخاطر الإصابة بأمراض القلب.
ويعزو بعض ا لباحثين ندرة إصابة اسكيمو الانويت بأمراض القلب إلى تغذيتهم الغنية بالأحماض الدهنية.
كما أن نسبة الكولسترول في دماء الانويت تنخفض كثيرا عن نسبتها بين ملتهمي لحم البقر من الأميركان.
وهذا ليس كل شيء لان نسبة الإصابة بالسرطان لديهم تنخفض كثيرا عن المعدل الأميركي، وضغط الدم العالي غير شائع، البدانة والتهاب الفاصل من الحالات النادرة بينهم، أما سكر الدم فغير معروف.
وكل هذا رغم نسبة الشحم العالية في غذاء الإسكيمو، ولذلك يعزو العلماء أسباب هذا الوضع إلى الأحماض الدهنية الأساسية اوميغا-3.
- أماكن تواجد الأحماض الدهنية الأساسية أوميغا3:

تتواجد الأحماض الدهنية اوميغا-3 في أسماك المناطق الباردة وفي لحوم الحيوانات التي تتغذى على هذه الأسماك.
وهنا يعمل حامض ايكوسابنتينويك Eicosapentaenoic Acid (EPA)مع حامض Decosahexaenoic Acid (DHA)على تخفيف الدم وخفض مستوى الكولسترول وثلاثي الغليسريد ورفع مستوى الكولسترول " الطيب HDL في ذات الوقت.
يساعد EPA على توسيع الأوعية الدموية ويقلل بهذه الطريقة خطر الإصابة بالأزمات القلبية.
وتعمل الأحماض الدهنية الأساسية اوميغا-36 في ذات الوقت بمثابة عامل مقاوم للالتهابات
عن طريق تحفيز عمل المواد الشبيهة بالهرمونات التي نطلق عليها اسم بروستاغلاندينز.
وثبت أن للأحماض الدهنية اوميغا-3 أهمية في علاج الذئبة Lupus والتهاب المفاصل الرثياني
وان عملها يتحسن أكثر إذا تم استخدامها سوية مع حامض دهني اوميغا-6 آخر هو Gamma Linolenic Acid.
- وتركز الدراسات الحالية على كشف منافع الأحماض الدهنية اوميغا-3 فتم التوصل إلى أن زيت الكبد يعمل على خفض ضغط الدم وخفض بروستاغلاندين التهابي خاص اسمه ثرومبوكسان.

ويحث ثرومبوكسان صفائح الدم على التخثر أو التجلط كما يلعب دورا في تخثير الدم داخل الأوعية الدموية وجهاز الدوران ككل.
وتعمل الأحماض الدهنية اوميغا-3 أيضا على خفض البروتينات الشحمة التي تحمل الكولسترول والترايجليسريد إلى أنسجة الجسم.
ويعتقد أنها ترفع أيضا مستوى البروتين الشحمي في الدم وهو المادة المسئولة عن إزاحة الكولسترول عن أنسجة جسم الإنسان.

## اقرأ أيضاً
- أكسدة الحمض الدهني
- مغذي
- تغذية
- كولسترول
- تخليق دي نوفو
- الأحماض الدهنية الفردية